# Ordine di Ante Starčević
L'Ordine di Ante Starčević è un'onorificenza concessa dalla repubblica di Croazia. Esso è l'undicesimo ordine statale di benemerenza.

## Storia
L'Ordine è stato fondato il 10 marzo 1995 ed è dedicato al politico e scrittore Ante Starčević.

## Classi
L'Ordine dispone dell'unica classe di Cavaliere/Dama di Gran Croce.

## Assegnazione
L'Ordine è conferito a cittadini croati e stranieri per premiare contributi nello sviluppo dello stato croato.

## Insegne
- Il nastro è un tricolore rosso, bianco e blu.